# Wish (The-Cure-Album)
Wish ist das neunte Studioalbum der englischen Band The Cure. Es erschien im April 1992 bei Fiction Records.

## Geschichte
Wish erschien 1992 als Nachfolger zu dem 1989 veröffentlichten Album Disintegration. Die Grundstimmung des Albums ist optimistischer als die des schwermütigen Vorgängers, weshalb Wish als kompatibler zum breiten Massengeschmack gilt.
Die zweite Singleauskoppelung, Friday I’m in Love, wurde zu einem der bekanntesten Lieder von The Cure. Sie erreichte Platz 6 in den UK Charts, Platz 17 in den US Charts und Platz 1 in Südafrika.
Wish war 1993 für den Grammy Award für das Beste Alternative Musikalbum (Best Alternative Music Album) nominiert.
Als Gastmusikerin spielt Kate Wilkinson die Viola bei dem Titel To Wish Impossible Things.

## Kritik
Auf der Webseite von Allmusic bekam das Album 2,5 von 5 Sternen. Das Album enthalte „eine Hand voll Juwelen (High, A Letter to Elise, Wendy Time, Friday I’m in Love), die die Platte wertvoll machen.“
Der Rolling Stone gab Wish 4 von 5 Sternen und nannte es ein „herausragendes Album“.

## Titelliste
Alle Stücke wurden von The Cure (Bamonte, Gallup, Smith, Thompson, Williams) geschrieben.
1. Open – 6:51
2. High – 3:37
3. Apart – 6:40
4. From the Edge of the Deep Green Sea – 7:44
5. Wendy Time – 5:13
6. Doing the Unstuck – 4:24
7. Friday I’m in Love – 3:39
8. Trust – 5:33
9. A Letter to Elise – 5:14
10. Cut – 5:55
11. To Wish Impossible Things – 4:43
12. End – 6:46

## Kommerzieller Erfolg

### Chartplatzierungen
Wish debütierte in Großbritannien auf Platz 1 und in den US-amerikanischen Billboard 200 auf Platz 2, wo es mehr als 1,2 Mio. mal verkauft wurde. In Deutschland erreichte das Album Platz 6 und hielt sich vom 4. Mai bis zum 22. November 1992 für 29 Wochen in den Charts.
| ChartsChartplatzierungen       | Höchstplatzierung | Wochen |
| ------------------------------ | ----------------- | ------ |
| Deutschland (GfK)              | 4 (31 Wo.)        | 31     |
| Österreich (Ö3)                | 14 (18 Wo.)       | 18     |
| Schweiz (IFPI)                 | 5 (13 Wo.)        | 13     |
| Vereinigte Staaten (Billboard) | 2 (26 Wo.)        | 26     |
| Vereinigtes Königreich (OCC)   | 1 (14 Wo.)        | 14     |

| ChartsJahrescharts (1992) | Platzierung |
| ------------------------- | ----------- |
| Deutschland (GfK)         | 35          |

### Auszeichnungen für Musikverkäufe
| Land/Region                  | Auszeichnungen für Musikverkäufe (Land/Region, Auszeichnung, Verkäufe) | Verkäufe  |
| ---------------------------- | ---------------------------------------------------------------------- | --------- |
| Australien (ARIA)            | Platin                                                                 | 70.000    |
| Europa (IFPI)                | Platin                                                                 | 1.000.000 |
| Kanada (MC)                  | Gold                                                                   | 50.000    |
| Neuseeland (RMNZ)            | Gold                                                                   | 7.500     |
| Schweiz (IFPI)               | Gold                                                                   | (25.000)  |
| Vereinigte Staaten (RIAA)    | Platin                                                                 | 1.000.000 |
| Vereinigtes Königreich (BPI) | Gold                                                                   | (100.000) |
| Insgesamt                    | 4× Gold · 3× Platin ·                                                  | 2.127.500 |